# プレミアムジャーニー
『プレミアムジャーニー』はテレビ東京系列で放送されている紀行番組を中心とするバラエティ番組。2021年4月3日放送開始